# Cycnoches pentadactylon
Cycnoches pentadactylon é uma espécie de planta do gênero Cycnoches e da família Orchidaceae. 

## Taxonomia
A espécie foi descrita em 1843 por John Lindley. 

## Conservação
A espécie faz parte da Lista Vermelha das espécies ameaçadas do estado do Espírito Santo, no sudeste do Brasil. A lista foi publicada em 13 de junho de 2005 por intermédio do decreto estadual nº 1.499-R. 

## Distribuição
A espécie é encontrada nos estados brasileiros de Amazonas, Mato Grosso, Pará e Rondônia.